# Horváth Károly (labdarúgó)
Horváth Károly (1920. augusztus 28. – 2000. november 25.) válogatott labdarúgó, jobbfedezet.

## Pályafutása

### Klubcsapatban
Az Újpest labdarúgója volt, ahol egy bajnoki címet szerzett a csapattal. Megbízható, jól szerelő játékos volt, aki kitűnt a csapatjátékban.

### A válogatottban
1948-ban egy alkalommal szerepelt a válogatottban.

## Sikerei, díjai
- Magyar bajnokság
  - bajnok: 1946–47
- Magyar Köztársasági Sportérdemérem ezüst fokozat (1949)[1]
- A Magyar Népköztársaság kiváló sportolója (1951)[2]

## Statisztika

### Mérkőzése a válogatottban
| Magyarország | Magyarország    | Magyarország                 | Magyarország | Magyarország | Magyarország | Magyarország | Magyarország | Magyarország |
| #            | Dátum           | Helyszín                     | Hazai        | Eredmény     | Vendég       | Kiírás       | Gólok        | Esemény      |
| ------------ | --------------- | ---------------------------- | ------------ | ------------ | ------------ | ------------ | ------------ | ------------ |
| 1.           | 1948. május 23. | Tirana, Qernal Stafa-stadion | Albánia      | 0 – 0        | Magyarország | Balkán-kupa  | -            |              |
|              | Összesen        |                              |              | 1            | mérkőzés     |              | 0            | gól          |